# Bizarre
Bizarre és un grup català de pop-rock. Com originari de Blanes (La Selva) el 2003, ha estat més conegut per ser els autors i intèrprets de la cançó Sé. El seu últim senzill (T'amagues) va estar nominat enguany a la categoria Millor Cançó dels Premis Enderrock 2011.
Bizarre ha publicat fins avui dos àlbums. Del seu debut Bizarre (2006) va publicar 3 singles (Sé, Difícil d'oblidar i No escoltes mai). Del seu segon i últim disc Zero (2010) se n'ha publicat els singles No és massa tard i T'amagues. Després 2011 el grup ha estat pràcticament inactiu.
La llengua habitual de les seves cançons ha estat el castellà, però el grup va publicar també els singles dels seus dos àlbums en català. En el cas del primer àlbum, aquestes versions (Sé, Difícil d'oblidar i No escoltes mai) no van poder ser incloses en la primera edició del CD atès que van ser enregistrades amb posterioritat a la seva publicació. En el segon disc es van incloure. A part de les versions en castellà i català, els Bizarre també han publicat versions d'algunes cançons en italià (So, versió italiana de Sé) i en anglès (Alone in NY, bonus track del disc Zero).

## Història

### Orígens
Bizarre es crea l'any 2003 a Blanes, La Selva, quan la banda formada per Javier García, Alfonso Montaño, Jordi Bonastre, Àlex de la Fuente i Meritxell Marín, juntament amb el bateria Billy Purdie i més tard Manuel García, decideix enregistrar una sèrie de maquetes. La banda és inclosa dins la gira Nuevo talento organitzada pel portal d'Internet terra.es. El grup va també haver una prehistòria, amb arrels des de l'any 2000.
El 2004 obtenen el primer premi del Concurs de Música de Badalona, viatgen a Londres a realitzar una sèrie de concerts en petits locals de la ciutat gràcies a un contacte amb un promotor anglès, i aconsegueixen el primer premi en el concurs de maquetes de 40 Principals de Girona.

### Debut discogràfic amb Mass Records (Bizarre)
A l'octubre de 2004, Bizarre signen amb Mass Records. Aquest contracte implicarà l'edició del seu primer disc i la seva promoció a nivell estatal, i també portarà un canvi molt apreciable: les cançons ja no estaran només escrites en anglès sinó que ho estaran en castellà i en català.
L'enregistrament d'aquest primer disc es fa a mitjans de 2005 a Barcelona, en els estudis Forte Music, propietat del productor Micky Forteza (Lexu's, Jarabe de Palo…). Ell serà l'encarregat de la producció i la mescla de les cançons, mentre que la masterització anirà a càrrec de Roberto Macagno. La sortida al mercat del disc (titulat finalment Bizarre a seques) es retarda fins al juny de 2006 i va precedida de la publicació, el 22 de maig, del seu primer senzill Sé, del qual s'enregistra també un videoclip. Poc després de la publicació del disc, es decideix enregistrar també una versió de Sé en català. Aquesta versió no va poder ser inclosa en el primer àlbum, que ja es trobava en el mercat.
Ja a 2007 es publiquen el segon i tercer senzills, Difícil de entender i Escúchate, respectivament. Com en el cas de Sé, es decideix enregistrar també les respectives versions en català (amb els títols Difícil d'oblidar i No escoltes mai, respectivament). Tots dos temes s'acompanyen dels seus respectius videoclips.
A mitjans de maig, el club d'hoquei sobre patins Blanes HC encarrega als Bizarre la composició i l'enregistrament de la música per al nou himne de l'entitat. La presentació oficial es realitza l'1 de juny amb una actuació en directe durant la celebració de la quarta edició de la Golden Cup.

### Acord editorial amb Sony i segon àlbum (Zero)
Malgrat la bona acollida del primer àlbum a Catalunya, aquest passa pràcticament desapercebut a nivell estatal, motiu pel qual durant el mateix 2008 Mass Records arriba a un acord amb Sony per a la coedició tant de les cançons del primer àlbum com de les futures cançons de Bizarre.
A 2008, TVE decideix seleccionar el seu representant per a Eurovisió a través del portal d'Internet MySpace. La preselecció es realitza mitjançant votacions populars i Bizarre són seleccionats per a la fase final. La selecció final es fa mitjançant una gala emesa per TVE que resulta envoltada en polèmica degut a la presència de Rodolfo Chiquilicuatre. Atès que la normativa del festival impedeix que els temes presentats estiguin ja editats anteriorment, el grup presenta un tema inèdit, Si pudiera. Es tracta del primer tema nou des de la publicació del primer disc.
Pocs mesos més tard, la banda viatja a Nova York per participar en una minigira per diversos locals de la ciutat. Aquesta petita aventura conté actuacions en alguns locals mítics de la metròpoli com ara l'Arlene's Grocery i s'acompanya d'una petita promoció en ràdios locals.
L'enregistrament definitiu del segon àlbum es realitza durant 2009. Segons l'anunci publicat tant a la web oficial com a la resta de portals del grup, el títol del disc és Zero, la producció va a càrrec de Luca Germini i es compta amb col·laboracions com la d'Alba Haro al violoncel o la del novaiorquès Robert Funk trombonista de sessió i membre dels Uptown Horns, banda amb la qual ha col·laborat amb artistes com The Rolling Stones o R.E.M..
A finals d'any es presenta el primer avançament de material del segon disc. Pel que sembla, l'acord amb Sony produeix els primers fruits i apareixen tres cançons a la sèrie d'Antena 3 90-60-90. Diario secreto de una adolescente. El 12 de maig de 2010, finalment es publiquen simultàniament tant l'àlbum Zero com el seu primer single, que de nou es publica tant en castellà (amb el títol Conseguiré) com en català (amb el títol No és massa tard).
Aquest segon àlbum, Zero, destaca per un so molt més contundent i per ser molt més variat i heterogeni que el seu debut, abraçant el rock anglosaxó (No és massa tard, T'amagues), el grunge (Todos mirarán), el dance (Tú), l'acústic (Por si vuelves) i el pop mediterrani (Meves). A diferència del primer disc, aquesta vegada les versions en català sí que són incloses en l'àlbum.
A la tardor del mateix any es publica el segon single de Zero (Y me hablas en la seva versió castellana i T'amagues en la versió catalana). Com en el cas del primer senzill, també s'acompanya d'un videoclip, enregistrat a Tordera (La Selva). La versió catalana (T'amagues) és seleccionada entre les 10 finalistes a la categoria Millor cançó dels Premis Enderrock 2011.

### Descans indefinit
El 7 d'abril de 2011 la banda anuncia, per sorpresa i mitjançant un comunicat oficial a Internet, una "aturada indefinida al projecte Bizarre". En el mateix comunicat s'explica que es tracta d'una decisió "presa des de l'acord comú entre tots els membres" i s'exposen com a raons d'aquesta separació "inquietuds i motivacions" individuals, alhora que es nega qualsevol diferència personal entre els components. El text també inclou l'aclariment "esperem que us prengueu aquesta notícia, o com a mínim aquesta és la nostra intenció, més com un punt i a part que com un punt final.
El 2017 el grup va tornar amb la cançó "Háblame", només publicat a través de Youtube.

## Discografia

### Àlbums
- 2006 Bizarre (Mass Records, 2006)
- 2010 Zero (Mass Records, 2010)

### Singles
De l'àlbum Bizarre (Mass Records, 2006)
- 2006 Sé (versions en espanyol i en català)
- 2007 Difícil de entender (versió en espanyol) / Difícil d'oblidar (versió en català)
- 2007 Escúchate (versió en espanyol) / No escoltes mai (versió en català)

De l'àlbum Zero (Mass Records, 2010)
- 2010 Conseguiré (versió en espanyol) / No és massa tard (versió en català)
- 2011 Y me hablas (versió en espanyol) / T'amagues (versió en català)

### Vídeos
- 2006 Sé (direcció: Àlam Raja)
- 2007 Difícil de entender / Difícil d'oblidar (direcció: Pere Calderón)
- 2007 Escúchate (direcció: Javier García)
- 2010 Conseguiré / No és massa tard (direcció: Javier García)
- 2011 Y me hablas / T'amagues (direcció: Javier García)